# Пресьядо, Лейдер
Ле́йдер Калименио Пресья́до Герре́ро (исп. Léider Calimenio Preciado Guerrero; род. 26 февраля 1977, Тумако) — колумбийский футболист, выступавший на позиции нападающего.

## Клубная карьера
Лейдер Пресьядо за свою футбольную карьеру выступал за различные колумбийские клубы, испанские команды «Расинг» из Сантандера и «Толедо», а также за саудовский «Аль-Шабаб» и эквадорский «Депортиво Кито». В составе «Депортиво Кито» Пресьядо дважды становился чемпионом Эквадора в 2008 и 2009 годах. Большую же часть своей карьеры Пресьядо провёл в «Санта-Фе», периодически покидая и возвращаясь в этот клуб. Закончив же карьеру футболиста в 2011 году, Пресьядо остался в «Санта-Фе» в качестве тренера одной из команд клуба в низшем дивизионе.

## Международная карьера
Лейдер Пресьядо попал в состав сборной Колумбии на Чемпионате мира 1998 года. Из 3-х матчей Колумбии на этом турнире Пресьядо появлялся на поле во всех трёх. В первой игре группового турнира против сборной Румынии Пресьядо вышел на поле на 84-й минуте, заменив нападающего Фаустино Асприлью, в следующей игре с Тунисом он появился в матче на 56-й минуте в результате двойной замены, а на 82-й минуте Пресьядо забил единственный и победный мяч в ворота тунисцев. В последней игре с сборной Англии Пресьядо появился уже в стартовом составе сборной Колумбии, но был заменён в перерыве матча.

## Достижения

### Клубные
Депортиво Кито
- Чемпионат Эквадора (2): 2008 (чемпион), 2009 (чемпион)